# Гіпердонтія
Гіпердонтія — це наявність у людини надлишкових зубів, які з'являються на додаток до звичайної кількості. Вони можуть з'являтися в будь-якій ділянці зубної дуги та вражати будь-який зубний орган. Протилежністю гіпердонтії є гіподонтія, коли є вроджена відсутність зубів, що спостерігається частіше, ніж гіпердонтія. Наукове визначення гіпердонтії — це «будь-який зуб або одонтогенна структура, яка утворюється із зубного зачатка в кількості, що перевищує звичайну кількість для будь-якої даної ділянки зубної дуги». Додаткові зуби, яких може бути небагато або багато, можуть виникати на будь-якому місці в зубній дузі. Їх розташування може бути симетричним і несиметричним.

## Ознаки та симптоми

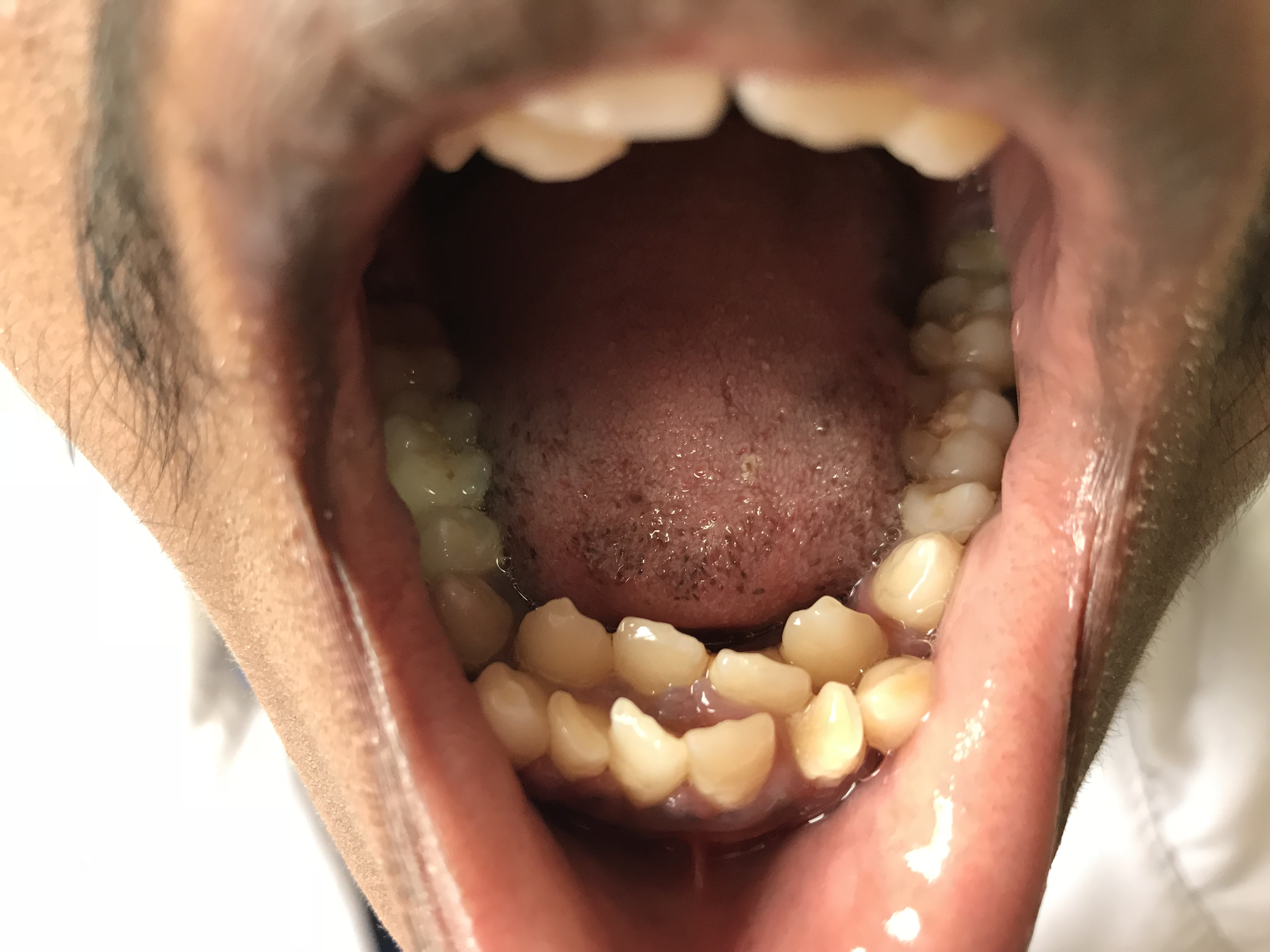
Внутрішньоротова фотографія гіпердонтії

Наявність надлишкового зуба, особливо у маленьких дітей, пов'язана з порушенням верхньощелепної різцевої області. Природа гіпердонтії до кінця не з'ясована, ймовірно, вона пов'язана з порушенням механізму закладення зубних зачатків. Надкомплектні зуби найчастіше виникають серед верхніх різців, але також можуть виникати серед нижніх різців і в інших областях зубних рядів. Форма та розмір таких зубів можуть бути різні. Як правило, ці зуби невеликого розміру та конічної форми. Надкомплектні зуби можуть викликати деформацію зубних рядів і здебільшого підлягають видаленню.

## Діагностика
Надлишкові зуби можна виявити, зробивши два різні рентгенівські знімки під різними кутами. Прикладами цього може бути внутрішньоротовий рентген (той, який робиться всередині рота) і панорамна рентгенограма. Однак ці рентгенівські знімки є 2D і тому не точно відображають 3D вигляд зубів.